# Тунсешти (Васлуј)
Тунсешти (рум. Tunsești) насеље је у Румунији у округу Васлуј у општини Богданица. Oпштина се налази на надморској висини од 177 m.

## Становништво
Према подацима из 2002. године у насељу је живело 270 становника, од којих су сви румунске националности.